# ネネッタ (小惑星)
ネネッタ (289 Nenetta) は小惑星帯にある典型的な小惑星の一つ。
1890年3月10日にニースでオーギュスト・シャルロワによって発見された。「軽薄な女」というような意味のフランスの俗語から名付けられた。